# عودة روح الله الخميني إلى إيران

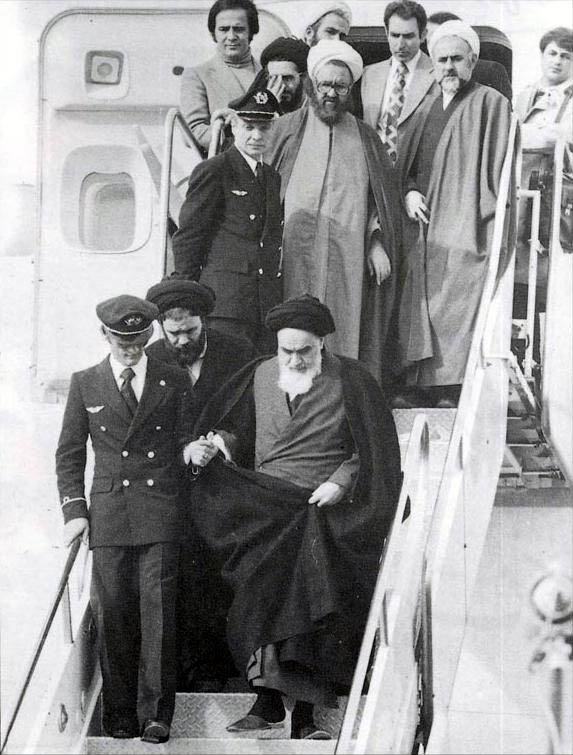
وصول الخميني في الأول من شباط عام 1979 إلى مطار مهرآباد الدولي في طهران، برفقة طيار من الخطوط الجوية الفرنسية، بعد أن أقام في المنفى الفرنسي

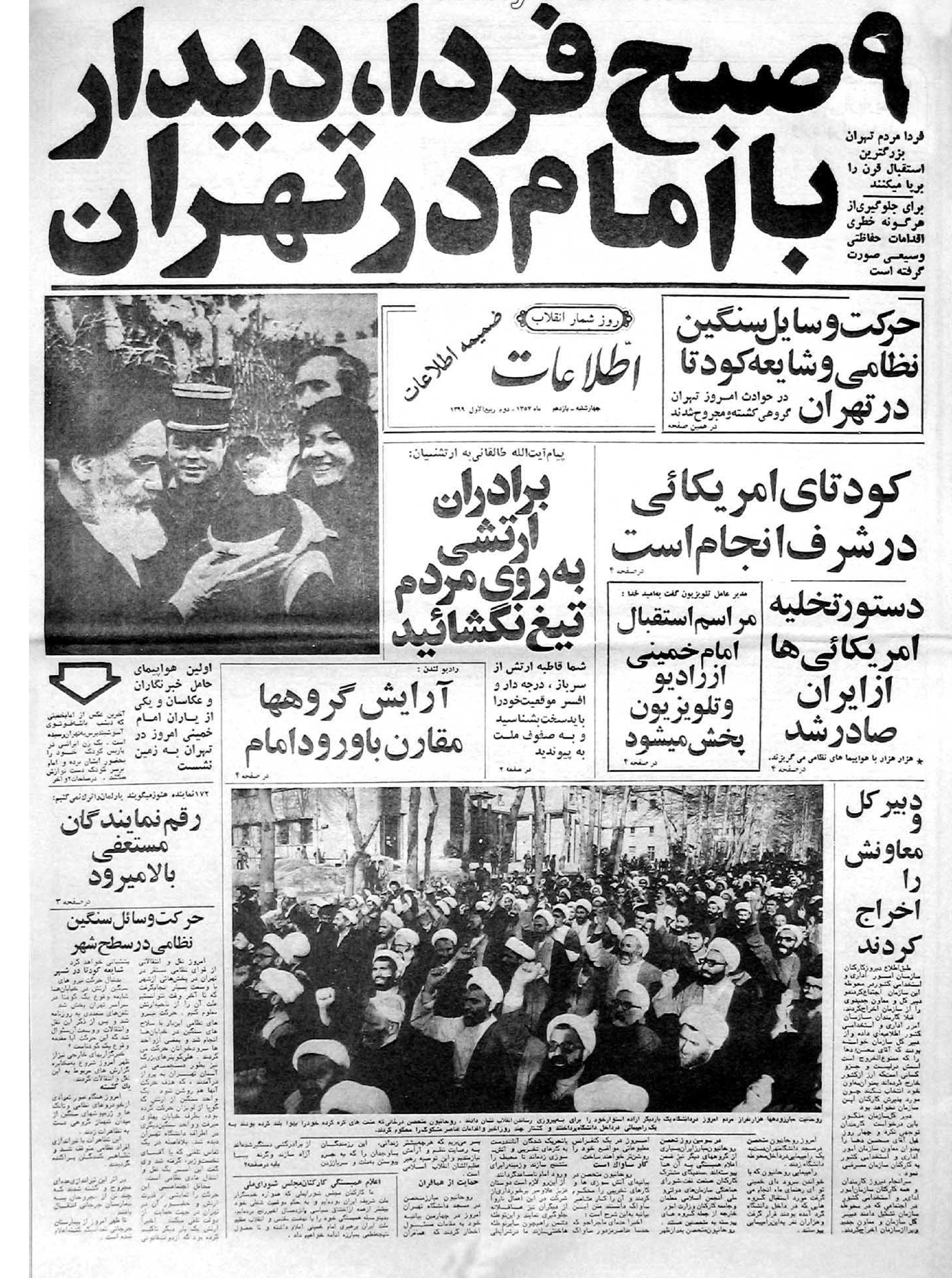
صحيفة اطلاعات بعنوان (غدا صباحا الساعة التاسعة لقاء مع الإمام (الخميني) في طهران).

عودة روح الله الخميني إلى إيران كانت عودته في الأول من فبراير/شباط 1979، بعد 14 عامًا في المنفى. عُد هذا حدثًا مُهمًّا في الثورة الإيرانية. وقد أدى ذلك إلى انهيار حكومة شابور بختيار المؤقتة والإطاحة النهائية بالشاه الإيراني محمد رضا بهلوي في 11 فبراير/شباط 1979.
إن روح الله الخميني، المعروف في العالم الغربي باسم آية الله الخميني، كان زعيمًا دينيًا مسلمًا شيعيًا إيرانيًا وفيلسوفًا وثوريًا وسياسيًا. قبل نفيه، كان الخميني معارضًا بارزًا للشاه، واعتُقل عدة مرات لكن قاعدته الشعبية لم تُمكّن الشاه من قتله أو سجنه، وكانَت أكبر موجة شعبية مؤيدة له عندما انتقد بشدّة علاقة الشاه مع إسرائيل، مما دفع الشاه لنفيه لعدد من الدول منها تركيا والعراق وفرنسا. وعند عودته استقبلته حشود بالملايين، وفي غضون عشرة أيام نجحت الثورة. بعد الثورة، أصبح الخميني المرشد الأعلى للبلاد، وهو المنصب الذي أُنشئ في دستور الجمهورية الإسلامية الإيرانية باعتباره أعلى سلطة سياسية ودينية في الأمة، والذي احتفظ به حتى وفاته. ويحتفل الآن في إيران بعودة الخميني والعشرة أيام التالية لها باعتبارها عقد الفجر.

## المنفى
في أوائل الستينيات، وجد الخميني ساحة الإسلام السياسي مفتوحة بعد وفاة آية الله السيد حسين بروجردي (1961)، وقد كان حسين زعيمًا دينيًّا شيعيًّا رائدًا، رغم هدوءه. ووفاة آية الله أبو القاسم كاشاني (1962). لقد كانت الطبقة الدينية في موقف دفاعي منذ عشرينيات القرن العشرين، عندما صعد رضا شاه بهلوي العلماني المناهض لرجال الدين والإسلام إلى السلطة. قام ابن رضا، محمد رضا شاه، بتأسيس "الثورة البيضاء"، والتي كانت بمثابة تحدٍّ آخر للعلماء. اُعتُقل الخميني ونُفي من إيران بسبب معارضته لتصرفات الشاه (النظام الحاكم في إيران)، وعدم قدرة الشاه على إعدامه أو سجنه بسبب موجات الاحتجاجات المؤيدة له. كان الخميني مرجعًا في المذهب الشيعي الاثني عشري الإسلامي، وهو مجتهد وفقيه، ولكنه معروف في المقام الأول بأنشطته السياسية. أمضى أكثر من 15 عامًا في المنفى من بلد لبلد بسبب معارضته للشاه الأخير، قضى معظم منفاه في مدينة النجف الشيعية في العراق. في البداية، نُفي إلى مدينة بورصة في تركيا في 4 تشرين الثاني 1964، حيث أقام في هذه المدينة عند عقيد في الاستخبارات العسكرية التركية يدعى علي تشيتينر في مسكنه الخاص. في تشرين الأول 1965، وبعد مرور ما يقرب من إحدى عشر شهرًا، ولكن ظلّ تأثيره وصوته نافذًا للشعب الإيراني، مما أجبر الشاه أن ينفيه إلى النجف بالعراق إذ ظنّ أن ذلك سيُهمِّش موقفه أمام وجود مرجعيات شيعية أخرى هناك، وبقي هناك حتى عام 1978، عندما رحّله صدام حسين (كان نائب الرئيس آنذاك) بأمر من الشاه بسبب استمرار تأثيره على الإيرانيين وانفجار الاحتجاجات، لذلك قُرر أن يُنفى بعيدًا هذه المرة، إلى فرنسا حيث أمضى ما يقارب ثلاثة أشهر هناك.

## الاستعداد للسفر
قرر الخميني العودة إلى إيران بعد مغادرة محمد رضا بهلوي، شاه إيران، في 16 يناير/كانون الثاني 1979 م البلاد. وفي 21 يناير/كانون الثاني 1979، شُكلَت لجنة استقبال لتنظيم عودة الخميني وضمان عودته. وأعلنت صحيفتا كيهان واطلاعات أن الخميني سيعود قريبًا. وأدى هذا الخبر إلى تدفق ملايين الأشخاص من مختلف المدن إلى طهران.
وكان من المقرر في البداية أن يدخل آية الله الخميني إيران في 26 يناير/كانون الثاني، لكن رئيس الوزراء شهبور بختيار أعلن إغلاق كل المطارات. ومن باريس أعلن الخميني أنه سيعود حالما يُعاد فتح المطارات. وأدى إغلاق المطارات إلى احتجاجات وإضرابات واسعة النطاق. وفي طهران وحدها قُتل 28 شخصًا. في 29 كانون الثاني، أعيد فتح المطار بناء على أوامر بختيار وأعلن الخميني عن تاريخ عودة جديد في الأول من شباط.[بحاجة لرقم الصفحة]

## الرحلة
في الأول من فبراير، سافر الخميني إلى إيران على متن طائرة بوينج 747-100 مستأجرة تابعة لشركة الخطوط الجوية الفرنسية (مسجلة برقم F-BPVD) كرحلة رقم AF 4721 من مطار شارل ديجول. وكان برفقته أنصاره ومن بينهم صادق طباطبائي وصادق خلخالي بالإضافة إلى 120 صحفيًّا دوليًّا ومن بينهم بيتر شول لاتور. وكان وجود الصحفيين جزئيًا لضمان سلامة الطائرة من التعرض للهجوم في الجو.
سأل الصحفي بيتر جينينغز آية الله الخميني عن شعوره حيال العودة إلى إيران بعد خمسة عشر عامًا في المنفى. أجاب الخميني "لا شيء" (الفارسية: Hichi). لقد جذبت تصريحات الخميني قدرًا كبيرًا من الاهتمام، وكان معناها محل نزاع كبير. وزعم بعض منتقدي الخميني أن رد فعله أظهر اللامبالاة تجاه إيران وشعبها. وقد فسر آخرون رده بأنه مستوحًى من فلسفة ابن عربي عن الإنسان الكامل والتصوف الشيعي، حيث زعموا أن الخميني كان يحاول الوصول إلى حالة مثالية خالية من المشاعر، مثل حالة المهدي.

## الوصول وزيارة جنة الزهراء
في الساعة 9:30 صباحًا من يوم 1 شباط 1979 وصل الخميني إلى إيران وحظي بترحيب كبير من ملايين الإيرانيين. ويُحتفل بهذا الحدث باعتباره عطلة عامة في إيران. وبعد أن ألقى خطابًا في مطار مهرآباد الدولي، سافر إلى مقبرة جنة الزهراء، حيث دُفن العديد من الأشخاص الذين قُتلوا خلال الثورة. اصطف الملايين من المؤيدين على طول الطريق وهم يهتفون باسمه، وتجمع مئات الآلاف في المقبرة للاستماع إلى خطابه. أعلن الخميني أن حكومة شابور بختيار غير شرعية وقال إنه سيعين حكومته الخاصة، وسيهدف أن تكون إسلامية تخدم الأمة كلها ومستضعفيها، وعلى رأسهم فلسطين. وبعض من النص الذي قاله: "سأُعيّن الحكومة! سأضرب الحكومة الحالية على فمها! بدعم الشعب، سأُعيّن الحكومة! سأفعل هذا، لأن الشعب وافق عليّ!"

## انهيار الحكومة
في 5 فبراير اختار آية الله الخميني مهدي بازركان رئيسًا للوزراء في الحكومة المؤقتة.
في الثامن من شباط، ذهب ضباط القوات الجوية الإيرانية إلى منزل الخميني ووعدوا بولائهم للثورة. وأعلنت حكومة بختيار حظر التجوال الذي حث روح الله الخميني الناس على تجاهله. سيطر الثوار على مراكز الشرطة والسجون والمراكز الحكومية. في 11 شباط، أعلن كبار القادة العسكريين أنهم محايدون في الصراع بين حكومة بختيار والثوار. وبسبب هذا، سحبوا قواتهم من الشوارع. استقال بختيار وذهب إلى باريس. حقق الثوار النصر في هذا اليوم.

## طالع أيضًا
- روح الله الخميني
- الثورة الإيرانية
- التسلسل الزمني للثورة الإيرانية[الإنجليزية]
- عقد الفجر
- حياة روح الله الخميني في المنفى